# 赵永宰
赵永宰（韩语： Jo Yeong-jae，1999年1月15日—），韩国男子射击运动员，2017年世界青年射击锦标赛男子10米气手枪团体和男子25米手枪团体银牌得主、男子50米手枪团体铜牌得主、2024年夏季奥林匹克运动会男子25米手枪速射银牌得主。